# Neoperla uruguayana
Neoperla uruguayana är en bäcksländeart som beskrevs av Navás 1923. Neoperla uruguayana ingår i släktet Neoperla och familjen jättebäcksländor. Inga underarter finns listade i Catalogue of Life.